# Religiose del Sacro Cuore di Maria Vergine Immacolata
Le religiose del Sacro Cuore di Maria Vergine Immacolata sono un istituto religioso femminile di diritto pontificio: le suore di questa congregazione pospongono al loro nome la sigla R.S.C.M.

## Storia

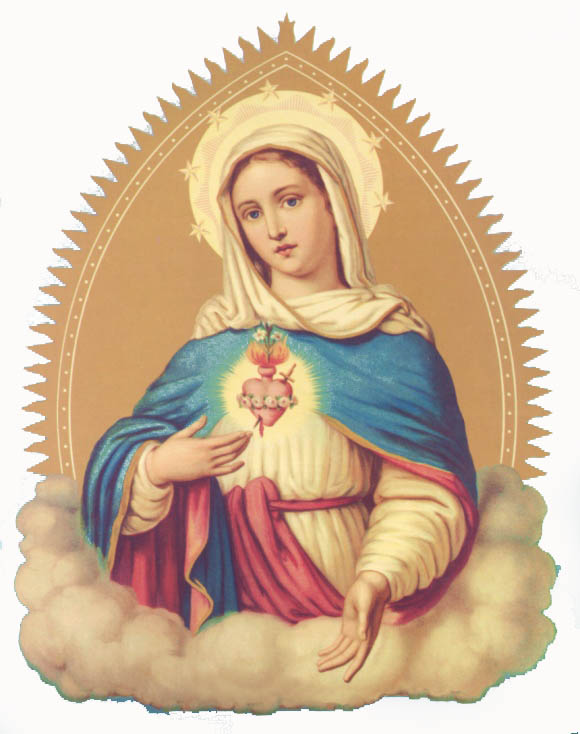
Immagine votiva del Cuore Immacolato di Maria, cui è intitolata la congregazione

La congregazione venne fondata dal sacerdote francese Jean Gailhac (1802-1890). Nel 1837 aprì a Béziers una casa per accogliere le prostitute pentite e gli orfani: inizialmente la gestione dell'opera venne affidata a donne secolari, ma il 24 febbraio 1849, assieme a Apollonie Pélissier (1809-1869), diede inizio a una nuova famiglia religiosa e le suore aprirono anche una scuola e un convitto per ragazze.
Il 13 aprile 1850 si ebbe la vestizione delle prime aspiranti e il 4 maggio 1851 le prime suore emisero la loro professione: ai tre voti comuni a tutti i religiosi, quelle della congregazione ne aggiungevano (detto di zelo) di "abbracciare tutte le opere che l'obbedienza avesse loro prescritto" (questo voto venne però soppresso nel 1873).
Charles-Thomas Thibault, vescovo di Montpellier, approvò la congregazione l'8 aprile 1850; il 16 settembre 1873 l'istituto ricevette il pontificio decreto di lode e le sue costituzioni vennero approvate definitivamente dalla Santa Sede il 24 febbraio 1899 (riviste dopo la promulgazione del nuovo Codice di diritto canonico, vennero nuovamente approvate il 24 febbraio 1983).

## Attività e diffusione
Le religiose si dedicano principalmente all'insegnamento, ma anche alla cura degli orfani e alle opere parrocchiali.
Sono presenti in Europa (Francia, Irlanda, Italia, Portogallo, Regno Unito), nelle Americhe (Brasile, Canada, Colombia, Messico, Stati Uniti d'America) e in  Africa (Mali, Mozambico, Zambia, Zimbabwe); la sede generalizia è a Roma.
Al 31 dicembre 2008, la congregazione contava 862 religiose in 135 case.